# Sanitario (idraulica)

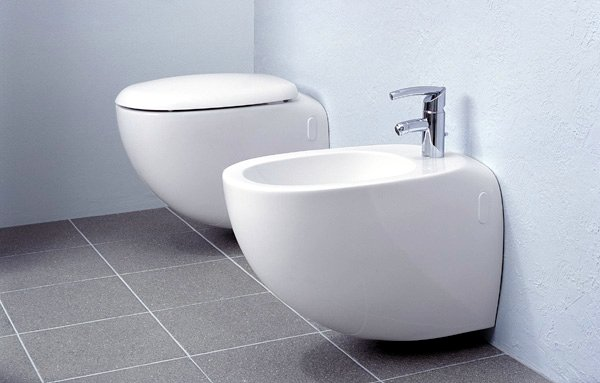
Water e bidet in una moderna stanza da bagno

I sanitari (o ceramiche) sono i manufatti che solitamente arredano le stanze da bagno delle abitazioni moderne di molti paesi del mondo.
Sono il vaso sanitario, il lavabo, la vasca da bagno, piatto doccia e, negli stati dove questo accessorio è diffuso, il bidet. Per il tipo di materiale maggiormente utilizzato per fabbricarli, essi sono anche conosciuti come ceramiche.
La loro installazione prevede la connessione di acqua corrente di ingresso e di scarico, quest'ultimo connesso alla rete fognaria.